# Gerenzano
Gerenzano est une commune italienne de la province de Varèse, dans la région Lombardie.

## Toponyme
Aussi appelé 'Giranzano. Dérive du nom latin Gerontius avec le suffixe génitif -anus.

## Administration
| Période                                  | Période  | Identité                   | Étiquette | Qualité      |
| ---------------------------------------- | -------- | -------------------------- | --------- | ------------ |
| 29/5/2007                                | En cours | Silvano Innocente Garbelli | Lega Nord | entrepreneur |
| Les données manquantes sont à compléter. |          |                            |           |              |

### Hameaux
- C.na Grassina,
- C.na Laghetti,
- Sorgente San Giacomo

### Communes limitrophes
| Cislago    | Turate    | Rovello Porro |
|            | Gerenzano | Saronno       |
| Rescaldina | Uboldo    |               |